# Mommenheim (Alemanha)
Mommenheim é um município da Alemanha localizado no distrito de Mainz-Bingen, estado da Renânia-Palatinado. Pertence ao Verbandsgemeinde de Nierstein-Oppenheim.